# 4-й проезд Перова Поля
Четвёртый прое́зд Перо́ва По́ля — проезд, расположенный в Восточном административном округе города Москвы на территории района Перово.

## История
Проезд был образован и получил своё название в 1990 году по близости к 1-му, 2-му и 3-му проездам Перова Поля, в свою очередь получившим название при застройке полей, прилегавших к бывшему подмосковному городу Перово, в 1960 году вошедшему в состав Москвы.

## Расположение
4-й проезд Перова Поля проходит от 3-го проезда Перова Поля на северо-восток до 1-й Владимирской улицы. Нумерация домов начинается от 3-го проезда Перова Поля.

## Примечательные здания и сооружения
По нечётной стороне:
По чётной стороне:

## Транспорт

### Наземный транспорт
По 4-му проезду Перова Поля не проходят маршруты наземного общественного транспорта. У северо-восточного конца проезда, на 1-й Владимирской улице, расположена остановка «Дворец творчества молодёжи» автобусных маршрутов № 131, т53.

### Метро
- Станция метро «Перово» Калининской линии — юго-восточнее проезда, на Зелёном проспекте